# Tytherington (Wiltshire)
Tytherington – wieś w Anglii, w hrabstwie Wiltshire, w dystrykcie (unitary authority) Wiltshire. Leży 5,5 km od miasta Warminster, 25,9 km od miasta Salisbury i 147,3 km od Londynu. W 1851 roku civil parish liczyła 93 mieszkańców. Tytherington jest wspomniana w Domesday Book (1086) jako Tedrintone.